# Teradata (Software)
Teradata Vantage ist eine Software-Plattform für Datenanalysen der Teradata Corporation. Sie wurde 2018 entwickelt. Die Plattform ist als MPP-System (Massively Parallel Processing) für analytische Workloads optimiert. Sie beruht auf einem relationalen Datenbankmanagementsystem (RDBMS), das von Teradata 1979 entwickelt und seit 1983 vertrieben wird.

## Entwicklung
Das erste Beta-System einer Teradata-Datenbank wurde Ende 1983 an die Wells-Fargo-Bank ausgeliefert. Die Zeitschrift Fortune kürt Teradata 1986 zum Produkt des Jahres. Ab 2005 ist Teradata auch für das Linux-Betriebssystem verfügbar.
Mit Vantage folgte 2018 eine Software-Plattform zur Datenanalyse über unterschiedliche IT-Umgebungen.
Vantage besteht aus verschiedenen Analytics-Engines in einer relationalen Datenbank. Dazu gehören eine SQL-, Machine-Learning- und Graph-Engine. Zudem integriert Vantage unterschiedliche Datenquellen und -formate (inkl. JSON, BSON, XML, Avro, Parquet, CSV) sowie Computerprogrammiersprachen wie SQL, R, Python und SAS und Tools wie Jupyter Notebook und RStudio. Im April 2020 zeichnete das IT-Analystenhaus Forrester Research das Unternehmen für sein Produktangebot als "Leader" aus.
Die Vantage Plattform kann lokal (On-Premise), in der Public Cloud (über Google Cloud, AWS und Microsoft Azure), in einer Hybrid-Cloud-Umgebung oder auf Standard-Hardware mit VMware genutzt werden.

### Vantage Analyst
Die Software-Plattform Vantage Analyst ermöglicht es Business-Analysten, Methoden für Machine Learning und komplexere Analysen selbstständig durchzuführen, die früher Data Scientists vorbehalten waren.

### Vantage Customer Experience
Mit Vantage Customer Experience (CX) können Marketing- und Customer-Experience-Experten autonom Kundendaten aus den verschiedensten Quellen und Kanälen auswerten. Mit Self-Service-Funktionen zur Datenintegration wird ein schneller Zugriff auf neue Datenquellen ermöglicht, um diese zu analysieren.

## Datenbanksystem
Teradata stand zunächst für eine ANSI-SQL-konforme Datenbank. Das Teradata-DBMS wird über Standard-Schnittstellen wie ODBC oder JDBC angesprochen und über SQL programmiert.
Teradata läuft seit der Version 2 Release 6 auf 64 bit Intel-Linux Plattformen und auf Windows-2000-Servern. Vor der Version V2R6 war eine 32-Bit-Variante unter dem eigenen Betriebssystem NCR UNIX SVR4 MP-RAS, einer Variante von System V Unix, das von AT&T bzw. NCR entwickelt wurde, verfügbar.